# 2008 au Bangladesh
Cet article présente les faits marquants de l'année 2008 au Bangladesh.

## Évènements
- Vendredi 22 novembre 2008 : le gouvernement annonce le report des élections législatives prévues initialement le 18 décembre prochain et qui devaient permettre un retour à la démocratie, après des menaces de boycott du parti de l'ancien premier ministre Khaleda Zia.

- Mardi 23 décembre 2008 : le ministre de l'Agriculture, Salahuddin Khan annonce qu'au moins 100 volatiles ont été abattus la veille dans une ferme du département de Kurigram, après confirmation de la grippe aviaire. Près de 10 000 oiseaux ont été abattus en deux mois au Bangladesh pour cause de grippe aviaire.

- Lundi 29 décembre 2008 : l'alliance formée autour de la Ligue Awami, un parti laïc de centre-gauche de l'ancienne premier ministre de  Hasina Wajed, remporte les élections législatives avec 231 sièges, soit 77,3 % des 299 sièges de l'Assemblée nationale, contre 27 sièges pour le Parti nationaliste du Bangladesh (BNP) de Khaleda Zia. Ces élections marquent le rétablissement de la démocratie après deux années d'un état d'urgence imposé par un régime de transition soutenu par l'armée. Plus de 70 % des 81 millions d'électeurs sont allés voter.

- Mardi 30 décembre 2008 : l'ancien premier ministre Khaleda Zia, qui fut chef du gouvernement de 1991 à 1996 puis de 2001 à 2006, déclare que les résultats des élections législatives remportées à une écrasante majorité par sa rivale cheikh Hasina Wajed n'étaient « pas acceptables ».

- Mercredi 31 décembre 2008 : Hasina Wajed, dont le parti a triomphé aux législatives de lundi après sept ans dans l'opposition, s'est déclarée prête à partager le pouvoir avec sa rivale Khaleda Zia et son Parti nationaliste du Bangladesh (BNP), qui ont rejeté les résultats des élections. Elle s'est dite prête à leur offrir des postes parlementaires élevés mais les a invités à accepter leur défaite[1].